# الألعاب الأولمبية الصيفية 2024
الألعاب الأولمبية الصيفية 2024 (بالفرنسية: Jeux olympiques d'été de 2024)‏ تُعرف رسميًّا بألعاب الأولمبياد الثالث والثلاثون (بالفرنسية: Jeux de la XXXIIIe Olympiade)‏ أو بالاسم التجاري الرسمي باريس 2024، هو حدث دولي متعدد الرياضات يقام في الفترة من 24 يوليو إلى 11 أغسطس 2024 في فرنسا، على أن يقام حفل الافتتاح في 26 يوليو. تُعتبر مدينة باريس هي المدينة الرئيسية المضيفة للبطولة، وتقام الأحداث في 16 مدينة أخرى منتشرة عبر فرنسا القارية، بالإضافة إلى موقع فرعي واحد في تاهيتي الواقع في بولينيزيا الفرنسية.
مُنحت باريس حق استضافة الألعاب خلال الدورة الـ131 للجنة الأولمبية الدولية في ليما، البيرو، يوم 13 سبتمبر 2017. بعد انسحاب ثلاثة مدن من المنافسة، وافقت اللجنة الأولمبية الدولية على استضافة الألعاب الأولمبية الصيفية لعامي 2024 و 2028 في باريس ولوس أنجلوس على التوالي.
بعد أن استضافت مدينة باريس سابقاً في عامي 1900 و1924، أصبحت ثاني مدينة تستضيف الألعاب الأولمبية الصيفية ثلاث مرات (بعد لندن، التي استضافت ألعاب 1908 و1948 و2012). وهذه الدورة تصادف الذكرى المئوية لمدينة باريس 1924 للألعاب الأولمبية الشتوية 1924، وستكون الألعاب الأولمبية السادسة التي تستضيفها فرنسا (ثلاث دورات أولمبية صيفية وثلاث دورات أولمبية شتوية) وأول دورة ألعاب أولمبية فرنسية منذ الألعاب الشتوية 1992 في ألبيرفيل. وستعود الألعاب الصيفية إلى الدورة الأولمبية التقليدية التي تستمر أربع سنوات، بعد تأجيل أولمبياد طوكيو 2020 إلى عام 2021 بسبب جائحة فيروس كورونا-19.

ستشهد الألعاب الأولمبية هذه الظهور الأول للرقص البهلواني كحدث أولمبي، وستكون الألعاب الأولمبية الأخيرة التي تُقام خلال رئاسة توماس باخ للجنة الأولمبية الدولية. ومن المتوقع أن تبلغ تكلفة الألعاب 9 مليار يورو.

## مرحلة الترشيح
المُدن الست المرشحة كانت باريس، هامبورغ، بوسطن، بودابست، روما، ولوس أنجلوس. تأخرت عملية الترشح بسبب الانسحابات المتكررة، وعدم الاستقرار السياسي، والتكاليف الباهظة التي أدت إلى تردد العديد من المدن في الاستمرار في المنافسة. تفوقت بوسطن على لوس أنجلوس وسان فرانسيسكو وواشنطن العاصمة في العرض الرسمي للولايات المتحدة. في 27 يوليو 2015، اتفقت بوسطن واللجنة الأولمبية الأمريكية على انسحاب بوسطن من استضافة الألعاب الأولمبية، ويرجع ذلك إلى الانقسام في آراء سكان المدينة حول استضافة الحدث. انسحبت هامبورغ من عرضها في 29 نوفمبر 2015 بعد إجراء استفتاء. انسحبت روما في 21 سبتمبر 2016 بسبب صعوبات مالية. انسحبت بودابست في 22 فبراير 2017 بعد أن جمعت عريضة ضد الاستضافة، وكانت هذه التوقيعات تزيد عن العدد المطلوب قانونيًا لإجراء استفتاء.
بعد هذه الانسحابات، اجتمع المجلس التنفيذي للجنة الأولمبية الدولية في 9 يونيو 2017 في لوزان في سويسرا لمناقشة عمليات الترشح للألعاب الأولمبية لعامي 2024 و2028. اقترحت اللجنة الأولمبية الدولية رسميًا انتخاب المدن المضيفة للألعاب الأولمبية لعامي 2024 و2028 في نفس الوقت خلال عام 2017، وهو اقتراح تمت الموافقة عليه في جلسة استثنائية للجنة الأولمبية الدولية في 11 يوليو 2017 في لوزان. وضعت اللجنة الأولمبية الدولية عملية بحيث تجتمع لجنتا الترشح لألعاب لوس أنجلوس 2024 وباريس 2024 مع اللجنة الأولمبية الدولية لمناقشة أي مدينة ستستضيف الألعاب في 2024 و2028، وما إذا كان من الممكن اختيار المدن المضيفة لكلا الدورتين في نفس الوقت.
بعد القرار بمنح استضافة الألعاب الأولمبية لعامي 2024 و2028 في وقت واحد، اُعتبرت باريس المدينة المفضلة لاستضافة دورة الألعاب لعام 2024. في 31 يوليو 2017، أعلنت اللجنة الأولمبية الدولية أن لوس أنجلوس ستكون المرشحة الوحيدة لاستضافة دورة الألعاب لعام 2028، مما أتاح تأكيد اختيار باريس كمدينة مضيفة لدورة 2024. صُدق على كلا القرارين في الجلسة 131 للجنة الأولمبية الدولية في 13 سبتمبر 2017.

### اختيار المدينة المضيفة
اُختيرت باريس كمدينة مضيفة في 13 سبتمبر 2017 خلال الجلسة 131 للجنة الأولمبية الدولية في ليما في بيرو. كان العضوان الفرنسيان في اللجنة الأولمبية الدولية غي دروت [الإنجليزية] وطوني إستانغيه غير مؤهلين للتصويت بموجب قواعد الميثاق الأولمبي.
| المدينة    | الدولة           | الأصوات                                         |
| ---------- | ---------------- | ----------------------------------------------- |
| باريس      | فرنسا            | اُختيرت كمضيفة 2024                              |
| لوس أنجلوس | الولايات المتحدة | اُختيرت كمضيفة في الألعاب الأولمبية الصيفية 2028 |
| هامبورغ    | ألمانيا          | انسحبت                                          |
| روما       | إيطاليا          | انسحبت                                          |
| بودابست    | المجر            | انسحبت                                          |

## الاستعدادات والتحضيرات

### الملاعب
ستقام معظم الأحداث الأولمبية في مدينة باريس ومنطقتها الحضرية، بما في ذلك المدن المجاورة مثل سان دوني، لو بورجيه،  نانتير، فرساي، و فير سور مارن.
ستقام التصفيات التمهيدية ونهائيات كرة اليد في ليل، والتي تبعد 225 كـم (140 ميل) عن المدينة المضيفة؛ ستقام رياضة الإبحار وبعض مباريات كرة القدم في مدينة مارسيليا على البحر الأبيض المتوسط، والتي تبعد 777 كـم (483 ميل) عن المدينة المضيفة؛ وفي الوقت نفسه، من المتوقع أن تقام فعاليات ركوب الأمواج في قرية تيهوبو في إقليم بولينيزيا الفرنسية فيما وراء البحار، والتي تبعد 15,716 كـم (9,765 ميل) عن باريس، المدينة المضيفة. سيتم أيضًا استضافة كرة القدم في خمس مدن أخرى، وهي بوردو، ديسين-شاربيو (ليون), نانت، نيس وسانت إتيان، وبعضها موطن لأندية الدوري الفرنسي 1.

#### منطقة باريس الكبرى

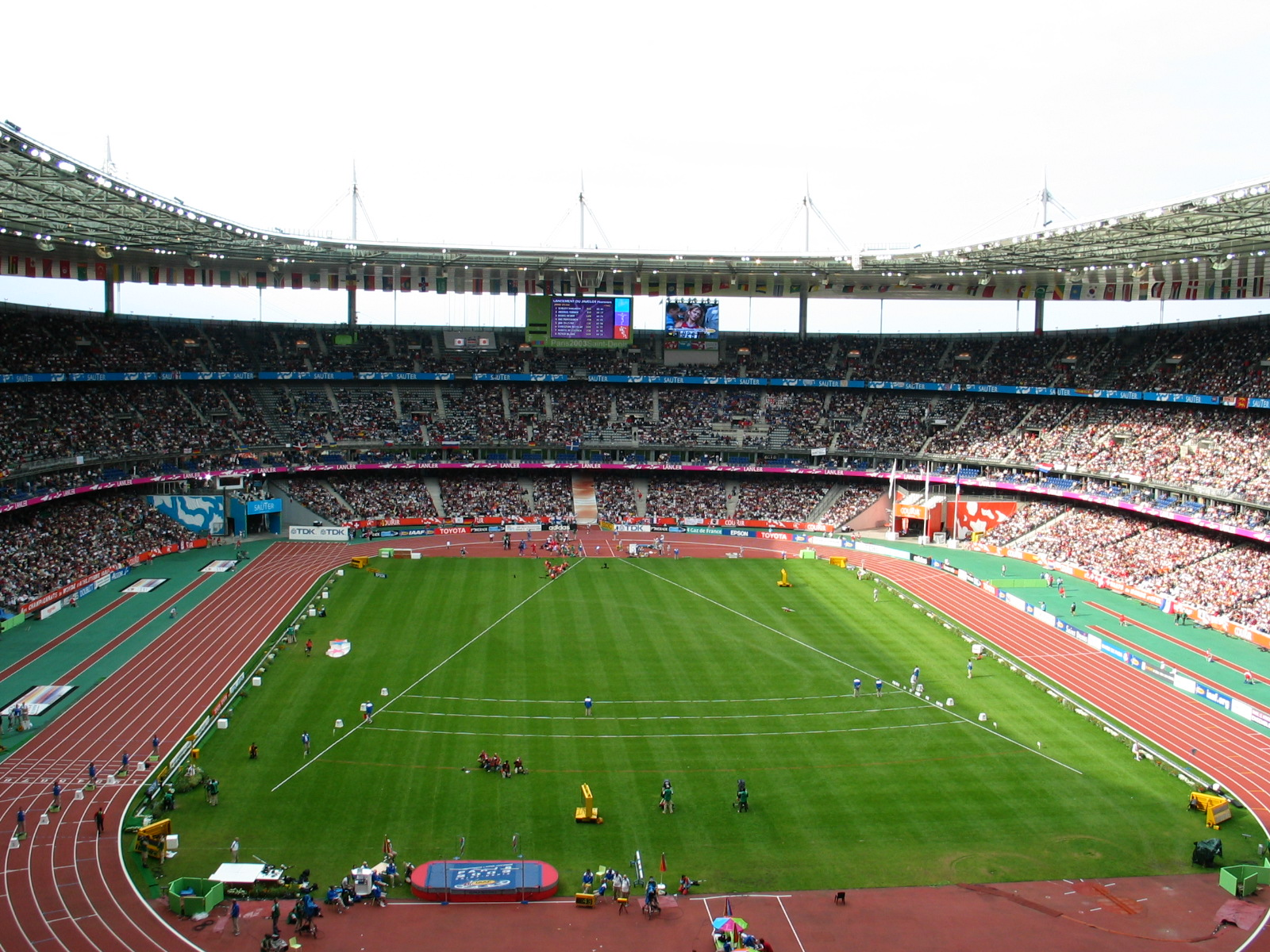
ملعب فرنسا

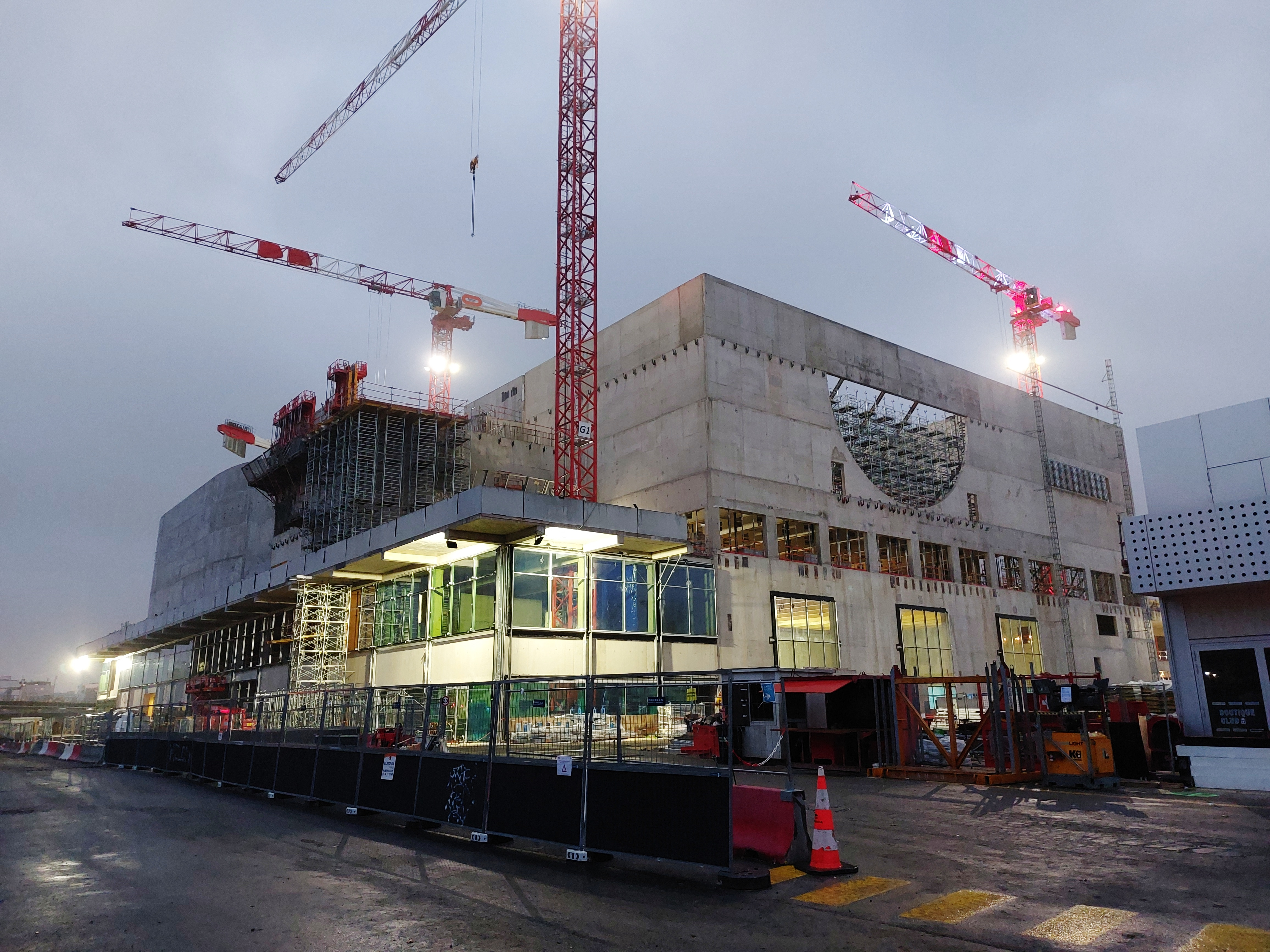
ورشة بناء صالة بورت دو لا شابيل في ديسمبر 2022.

| مكان                       | الأحداث                                                   | سعة    | حالة      |
| -------------------------- | --------------------------------------------------------- | ------ | --------- |
| ملعب إيف دو مانوار         | الهوكي                                                    | 15,000 | تم تجديده |
| ملعب فرنسا                 | سباعيات الرجبي                                            | 77,083 | موجود     |
| ملعب فرنسا                 | ألعاب القوى (المضمار والميدان)                            | 77,083 | موجود     |
| ملعب فرنسا                 | الحفل الختامي                                             | 77,083 | موجود     |
| باريس لا ديفونس أرينا      | ألعاب مائية (نهائيات السباحة وكرة الماء)                  | 15,220 | موجود     |
| بورت دو لا شابيل أرينا     | تنس الريشة                                                | 8,000  | إضافي     |
| بورت دو لا شابيل أرينا     | الجمباز (الإيقاعي)                                        | 8,000  | إضافي     |
| مركز باريس للألعاب المائية | الألعاب المائية (تصفيات كرة الماء، الغوص، السباحة الفنية) | 5,000  | إضافي     |
| مكان التسلق في لو بورجيه   | رياضة التسلق                                              | 5,000  | مؤقت      |
| أرينا باريس نورد           | الملاكمة (التصفيات، الدور ربع النهائي)                    | 6,000  | قائم      |
| أرينا باريس نورد           | الخماسي (جولات المبارزة)                                  | 6,000  | قائم      |

### الميدالية
في فبراير 2024، كشف رئيس أولمبياد باريس 2024 توني إستانغيت عن ميداليات الألعاب الأولمبية والبارالمبية، والتي تضمنت على الوجه الأمامي رموزًا سداسية الشكل مصنوعة من خردة الحديد المأخوذة من الهيكل الأساسي لبرج إيفل، مع نقش شعار الألعاب عليها. سيتم إنتاج حوالي 5,084 ميدالية من قبل دار باريس للنقد، وصُممت من قبل شركة شومية [الإنجليزية] وهي شركة مجوهرات فاخرة مقرها باريس.
يظهر على الوجه الخلفي للميداليات صورة نيكه وهي إلهة النصر اليونانية، داخل ملعب باناثينايكو الذي استضاف أول أولمبياد حديث في عام 1896. يمكن أيضًا رؤية البارثينون وبرج إيفل في الخلفية على كلا وجهي الميدالية. كل ميدالية تزن بين 455 و529 غرامًا (16–19 أوقية)، بقطر 85 ملم (3.3 بوصة) وسماكة 9.2 ملم (0.36 بوصة). تصنع الميداليات الذهبية من 98.8% من الفضة و1.13% من الذهب، بينما تصنع الميداليات البرونزية من النحاس والزنك والقصدير.

### الأمن
توصلت فرنسا إلى اتفاق مع يوروبول ووزارة الداخلية البريطانية للمساعدة في تعزيز الأمن و"تسهيل تبادل المعلومات التشغيلية" و"التعاون في إنفاذ القانون الدولي" خلال الألعاب. وضمن هذه الاتفاقات، خُطط لنشر المزيد من الطائرات بدون طيار وحواجز بحرية لمنع القوارب الصغيرة من عبور القناة بشكل غير قانوني. كما ستقوم الجيش البريطاني بنشر وحدات صواريخ أرض جو من طراز ستار ستريك لتعزيز الأمن الجوي. قامت الشرطة في باريس بإجراء عمليات تفتيش وبروفات ضمن وحدة التخلص من القنابل قبل الألعاب، مماثلة للتحضيرات التي قاموا بها لكأس العالم للرغبي 2023 في ملعب فرنسا.
كجزء من زيارة أمير قطر تميم بن حمد آل ثاني إلى فرنسا، وُقعت عدة اتفاقيات بين البلدين لتعزيز الأمن خلال الألعاب الأولمبية. وفي إطار التحضيرات لمتطلبات الأمن الكبيرة والتدابير المضادة للإرهاب، تعهدت بولندا بإرسال قوات أمنية، بما في ذلك مدربو الكلاب البوليسية، لدعم الجهود الدولية الرامية إلى ضمان سلامة الألعاب. عقد وزير الداخلية القطري وقائد "لخويا" اجتماعًا في 3 أبريل 2024 قبل الألعاب الأولمبية، مع مسؤولين وقادة أمنيّين، بمن فيهم ناصر الخليفي والشيخ جاسم بن منصور آل ثاني لمناقشة العمليات الأمنية.
أسبوع قبل حفل الافتتاح، نُشرت قوات لخويا في باريس في 16 يوليو 2024. وأيضًا شُوهد ضباط شرطة من بلجيكا في يوليو 2024، البرازيل، كندا، قبرص، إستونيا، ألمانيا، الهند، أيرلندا، لوكسمبورغ، المغرب، هولندا، النرويج، البرتغال، كوريا الجنوبية، إسبانيا، السويد، الإمارات العربية المتحدة، المملكة المتحدة، والولايات المتحدة (من خلال شرطة لوس أنجلوس) سيتم نشرهم في باريس لمساعدة نظرائهم الفرنسيين بإجمالي 46 دولة تقدم مساعدات أمنية.
أثرت المخاوف الأمنية على الخطط المعلنة لإقامة حفل الافتتاح كحدث عام على طول نهر السين؛ حيث تم تقليص الحضور المتوقع إلى النصف من 600,000 إلى 300,000، مع تغيير مواقع المشاهدة المجانية إلى نظام الدعوات فقط. في أبريل 2024، بعد أن أعلنت تنظيم الدولة الإسلامية (داعش) مسؤوليتها عن هجوم قاعة كروكوس سيتي في مارس، وأصدرت عدة تهديدات ضد ربع نهائي دوري أبطال أوروبا 2023–24، أشار الرئيس الفرنسي إيمانويل ماكرون إلى أن حفل الافتتاح يمكن تقليص عدد الحضور أو نقله لمكان آخر إذا لزم الأمر. وضعت السلطات الفرنسية حوالي 75,000 من ضباط الشرطة والجيش في شوارع باريس قبل انطلاق الألعاب.

### الطعام
لتقليل التأثير البيئي والمناخي لدورة الألعاب الأولمبية في باريس 2024، ستقدم المواقع الأولمبية ضعف كمية الطعام النباتي مقارنة بما كان متاحًا في لندن 2012 وريو 2016. ستقدم دورة ألعاب باريس 2024 قطع دجاج نباتية ونقانق نباتية [الإنجليزية] بدلًا من الأنواع المصنوعة من اللحوم، في محاولة لجعل 30% من قائمة الطعام قائمة على النباتات.
ستقدم الألعاب الأولمبية ما يُقدر بـ 13 مليون وجبة، بمعدل 40,000 وجبة يوميًا، منها 1,200 وجبة حاصلة على نجمة ميشلان. كما سيتم تشغيل مخبز يوميًا ليخبز الباغيت الطازج (أحد أنواع الخبز الفرنسي) وأنواع أخرى من الخبز.
المطعم يتسع لـ3,500 مقعد لهذا الحدث ليبرز المأكولات العالمية. طلب فريق بريطانيا العظمى إضافة حساء الشعير إلى قائمة الطعام، وطلب فريق كوريا الجنوبية إضافة كمتشي.
في الفترة التي سبقت الألعاب، اشتكى الرياضيون والمتنافسون في القرية الأولمبية من نقص بعض الأطعمة في أماكن الإقامة، بما في ذلك الأطعمة مثل البيض واللحوم المشوية.

### المواصلات
اُستثمر أكثر من 500 مليون يورو في تحسين المواصلات في أولمبياد باريس، مع توسيع خطوط مترو باريس وإضافة 60 كيلومترًا لتغطية مناطق جديدة. سيدفع الزوار في باريس أسعارًا أعلى لوسائل النقل العام خلال الألعاب، حيث سيرتفع السعر من 2.15 يورو إلى 4 يورو. سيساهم هذا في تغطية تكاليف زيادة عدد الرحلات وساعات تشغيل وسائل النقل العام، بحيث تكون هناك زيادة متوسطة تبلغ 15% في عدد الرحلات والخدمات المقدمة. كما هو الحال في الألعاب السابقة، سيتم تخصيص 185 كيلومترًا من المسارات المرورية للاستخدام الحصري للرياضيين والمسؤولين ووسائل الإعلام خلال الألعاب الأولمبية.

### المتطوعين
فُتحت منصة المتطوعين لدورة الألعاب الأولمبية والبارالمبية في باريس 2024 للجمهور في مارس 2023. كان من المتوقع أن يتم اختيار 45,000 متطوع من جميع أنحاء العالم للألعاب. بعد انتهاء فترة التسجيل في 3 مايو 2023، قُدم أكثر من 300,000 طلب إلى لجنة تنظيم باريس، متجاوزة عدد المتقدمين للأولمبيادين السابقين. تم إخطار المتقدمين بنتيجة طلباتهم بين سبتمبر وديسمبر 2023. تم استبعاد أكثر من 800 متقدم لأسباب أمنية، من بينهم 15 تم التعرف عليهم بـ بطاقة أس، أي أنهم ضمن قائمة المطلوبين في فرنسا.

### الشعلة
بدأ مسار الشعلة الأولمبية بإضاءة الشعلة الأولمبية في 16 أبريل في مدينة أولمبيا في اليونان، قبل 100 يوم من بدء الألعاب. كان لاعب التجديف اليوناني ستيفانوس نتوسكوس [الإنجليزية] أول حامل للشعلة، بينما كانت السباحة لور مانودو [الإنجليزية] أول حاملة للشعلة من فرنسا. تم اختيار الأخيرة لتكون واحدة من أربعة قادة لمسابقة حمل الشعلة، إلى جانب شقيقها السباح فلوران مانودو [الإنجليزية] والرياضية البارالمبية مونا فرانسيس، والرياضي البارالمبي ديميتري بافادي [الإنجليزية]. من المتوقع أن يشارك في مسار الشعلة 10,000 حامل للشعلة، ويزور أكثر من 400 مدينة في 65 منطقة فرنسية، بما في ذلك ستة مناطق في فرنسا ما وراء البحار. في 18 مايو، أُعلن أن جزءًا من مسار الشعلة في كاليدونيا الجديدة قد أُلغي بسبب اضطرابات كاليدونيا الجديدة 2024.

## الألعاب

### حفل الافتتاح

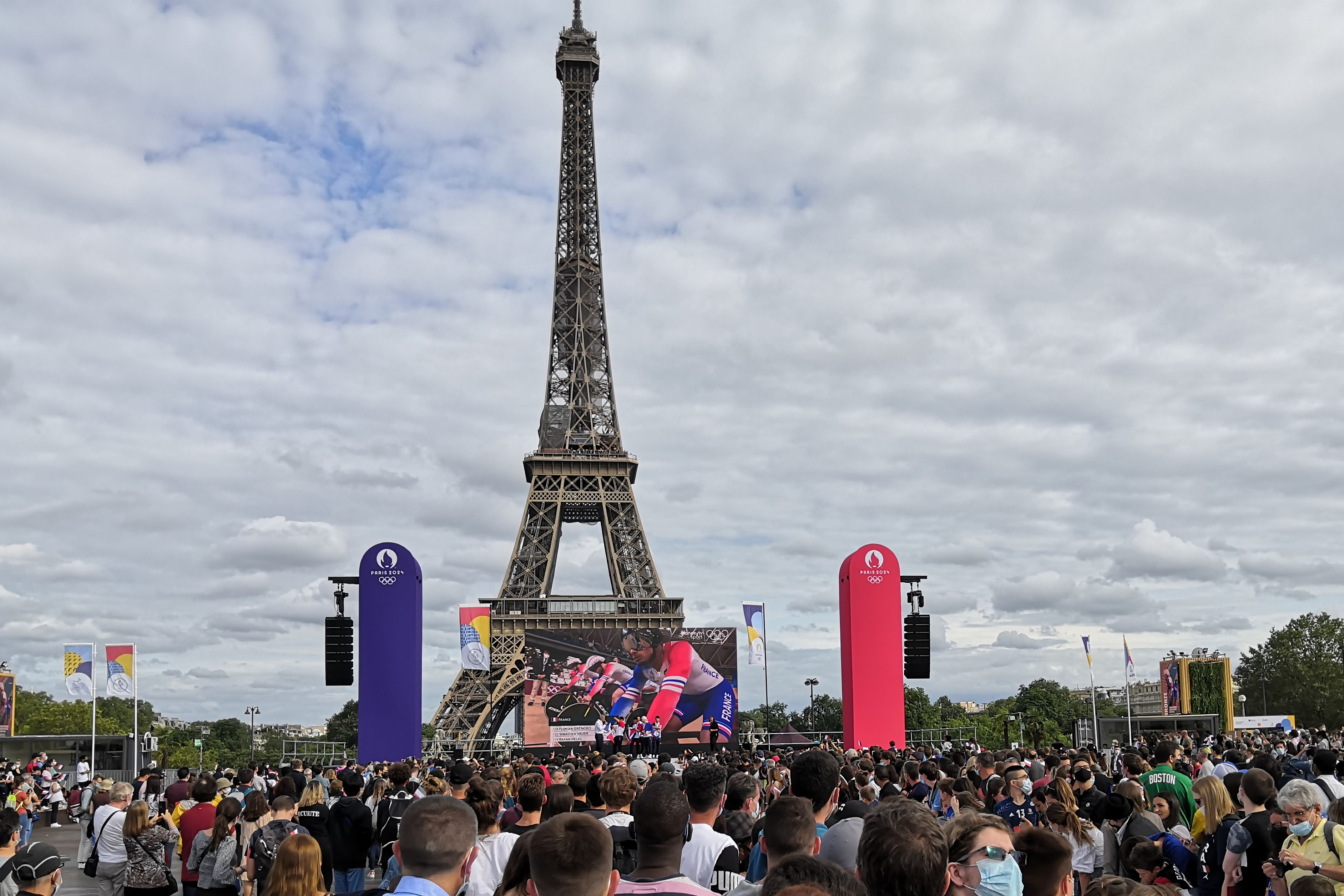
منظر من حدائق تروكاديرو التي ستستضيف البروتوكول الرسمي لحفل الافتتاح.

بدأ حفل الافتتاح في الساعة 8:30 مساءً بتوقيت مكة في 26 يوليو 2024. وهذه هي المرة الثانية في التاريخ التي يُقام فيها حفل افتتاح الألعاب الأولمبية خارج الملعب، حيثُ كانت المرة الأولى في حفل افتتاح الألعاب الأولمبية الصيفية للشباب 2018. أقيم موكب الأمم خلال عرض بالقوارب على طول نهر السين من جسر أوسترليتز [الإنجليزية] إلى جسر دي لينا [الإنجليزية]، وسيقام البروتوكول الرسمي في ساحة تروكاديرو في "ملعب صغير" مؤقت. من المُتوقع أن يحضر حوالي 320,000 مُشاهد على ضفاف نهر السين لمشاهدة مرور 80 قاربًا تحمل رياضيين مشهورين. سيمر الطريق الذي يبلغ طوله 6 كيلومترات (3.7 ميل) بأبرز العناصر الثقافية للحفل وأبرز المعالم الشهيرة في باريس. ستتم مراسم حفل افتتاح وختام الألعاب الأولمبية والبارالمبية 2024 تحت إشراف توماس جولي.
روج المنظمون لحفل الافتتاح على أنه «الأكثر إثارة وسهل الوصول في تاريخ الأولمبياد»، حيثُ صرح توني إستانغيت رئيس اللجنة المُنظمة، بأنه سيكون مجانيًا للحضور، مقدّرًا أنه قد يجذب ما يصل إلى 600,000 متفرج، مما يعكس الهدف العام لأولمبياد باريس 2024 ليكون «أولمبياد الشعب.» سيكون هناك 100,000 متفرج بتذاكر في المناطق المخصصة للمشاهدة على الضفاف السفلى لنهر السين، وحوالي 200,000 متفرج في المناطق المجانية للمشاهدة على الضفاف العليا، بالإضافة إلى إمكانية المشاهدة من أماكن ومباني عامة أخرى. في مارس 2024، بسبب مخاوف أمنية، أمرت الحكومة الفرنسية بأن يكون الوصول إلى المواقع على الضفاف العُليا بالدعوة فقط، وفي أبريل 2024، صرح الرئيس ماكرون أن الحفل قد يتم تقليل لعدد الحضور أو عقده بالطريقة التقليدية في ملعب فرنسا إذا لزم الأمر.

### الرياضات
يتضمن برنامج الألعاب الأولمبية الصيفية 329 حدثًا في 32 رياضة، بما في ذلك 28 رياضة أولمبية "أساسية". وأربع رياضات اختيارية اقترحتها اللجنة المنظمة لباريس. وألغيت أربعة أحداث من رفع الأثقال، وأستبدل حدثين في التجديف.
| - الألعاب المائية - السباحة الفنية (2) - الغطس (8) - السباحة الماراثونية (2) - السباحة (35) - كرة الماء (2) - النبالة (5) - ألعاب القوى (48) - الريشة الطائرة (5) - كرة السلة - كرة السلة (2) - كرة السلة 3×3 (2) - الملاكمة (13) - الرقص البهلواني (2) | - الكانوي - التجديف العكس (6) - التجديف السريع (10) - ركوب الدراجات - سباق BMX الحر (2) - سباق BMX (2) - الدراجات الجبلية (2) - الدراجات على الطريق (4) - الدراجات على المضمار (12) - الفروسية - الترويض (2) - الحدث (2) - القفز (2) - المبارزة (12) | - هوكي الميدان (2) - كرة القدم (2) - الغولف (2) - الجمباز - الجمباز الفني (14) - الجمباز الإيقاعي (2) - الترامبولين (2) - كرة اليد (2) - الجودو (15) - الخماسي الحديث (2) - التجديف (14) - الرغبي السباعي (2) - الإبحار (10) - الرماية (15) | - التزلج على اللوح (4) - التسلق الرياضي (4) - ركوب الأمواج (2) - تنس الطاولة (5) - التايكوندو (8) - التنس (5) - الثلاثي (3) - الكرة الطائرة - الكرة الطائرة (2) - الكرة الطائرة الشاطئية (2) - رفع الأثقال (10) - المصارعة - المصارعة الحرة (12) - المصارعة الرومانية (6) |

#### ألعاب جديدة واختيارية
عُندما تقدمت باريس بعرض لاستضافة الألعاب في أغسطس 2017، أعلنت لجنة التنظيم أنها ستُجري محادثات مع اللجنة الأولمبية الدولية ومنظمات الرياضة الإلكترونية المحترفة حول إمكانية إدخالها في عام 2024. في يوليو 2018، أكدت اللجنة الأولمبية الدولية أنها لن تُدخل الرياضات الإلكترونية في أولمبياد 2024. في الجلسة 134 للجنة الأولمبية الدولية [الإنجليزية] في يونيو 2019، وافقت اللجنة الأولمبية الدولية على الرياضات الاختيارية المقترحة من قبل لجنة تنظيم باريس وهي الرقص البهلواني، إلى جانب التزلج على الألواح، وتسلق الصخور، وركوب الأمواج، وهي ثلاث رياضات ظهرت لأول مرة في الألعاب الأولمبية الصيفية 2020.

### حفل الختام
من المقرر أن يُقام حفل الختام في ملعب فرنسا في 11 أغسطس 2024. سيكون عنوان الحفل "الأرقام القياسية"، ومن الُمقرر أن يضم أكثر من مئة مؤدٍ، بما في ذلك البهلوانيون والراقصون وفنانو السيرك. العرض الثقافي المقدم من لوس أنجلوس، مستضيفة دورة الألعاب الأولمبية الصيفية 2028، سيُنْتَج من قبل بن وينستون [الإنجليزية] واستوديوه الخاص فولويل 73 [الإنجليزية].

## اللجان الأولمبية الوطنية المشاركة
فيما يلي قائمة باللجان الأولمبية الوطنية التي رشحت رياضي واحد على الأقل لدورة الألعاب الأولمبية الصيفية 2024. وفي أعقاب الغزو الروسي لأوكرانيا، أوقفت اللجنة الأولمبية الدولية عمل اللجان الأولمبية في روسيا وبيلاروسيا بسبب انتهاك الهدنة الأولمبية. لذلك يتنافس الرياضيون الروس والبيلاروسيون بدلًا من ذلك بصفتهم "رياضيين فرديين محايدين" بدون هوية وطنية، طالما أنهم لا يدعمون الحرب "فعليًّا". لذلك يجب أن يوافق الاتحاد الدولي لكل رياضة، ومن ثم لجنة اللجنة الأولمبية الدولية على الرياضيين المحايدين. كرياضيين فرديين، لن يُعتبر حضور الرياضيين الفرديين وفدًا خلال حفل الافتتاح أو في جداول الميداليات. يُمثل إجمالي 206 فريقًا وطنيًا أولمبيًا في الألعاب الأولمبية الصيفية لعام 2024، منهم 54 من إفريقيا، و48 من أوروبا، و44 من آسيا، و41 من الأمريكتين، و17 من أوقيانوسيا، والرياضيون الفرديون المحايدون، والفريق الأولمبي للاجئين.

الدول المشاركة

الدول المشاركة حسب العدد

| اللجان الأولمبية الوطنية المشاركة |
| --- |
| - أفغانستان (6) - ألبانيا (8) - الجزائر (45) - ساموا الأمريكية (2) - أندورا (2) - أنغولا (24) - أنتيغوا وباربودا (5) - الأرجنتين (136) - أرمينيا (15) - أروبا (6) - أستراليا (460) - النمسا (78) - أذربيجان (48) - جزر البهاما (18) - البحرين (13) - بنغلاديش (5) - باربادوس (4) - بلجيكا (165) - بليز (1) - بنين (5) - برمودا (8) - بوتان (3) - بوليفيا (4) - البوسنة والهرسك (5) - بوتسوانا (11) - البرازيل (274) - جزر العذراء البريطانية (4) - بروناي (3) - بلغاريا (47) - بوركينا فاسو (8) - بوروندي (7) - كمبوديا (3) - الكاميرون (6) - كندا (315) - الرأس الأخضر (7) - جزر كايمان (4) - جمهورية إفريقيا الوسطى (4) - تشاد (3) - تشيلي (48) - الصين (388) - تايبيه الصينية (60) - كولومبيا (89) - جزر القمر (4) - جزر كوك (2) - كوستاريكا (6) - كرواتيا (73) - كوبا (61) - قبرص (16) - جمهورية التشيك (111) - جمهورية الكونغو الديمقراطية (6) - الدنمارك (124) - جيبوتي (7) - دومينيكا (4) - جمهورية الدومينيكان (58) - تيمور الشرقية (4) - الإكوادور (40) - مصر (148) - السلفادور (8) - غينيا الاستوائية (3) - إرتريا (12) - إستونيا (24) - إسواتيني (3) - إثيوبيا (34) - ولايات ميكرونيسيا المتحدة (3) - فيجي (33) - فنلندا (56) - فرنسا (573) (المُضيف) - الغابون (5) - غامبيا (7) - جورجيا (28) - ألمانيا (428) - غانا (8) - بريطانيا العظمى (327) - اليونان (100) - غرينادا (6) - غوام (8) - غواتيمالا (16) - غينيا (24) - غينيا بيساو (6) - غيانا (5) - هايتي (7) - هندوراس (4) - هونغ كونغ (36) - المجر (170) - آيسلندا (5) - الهند (110) - الرياضيون الفرديون المحايدون (32) - إندونيسيا (29) - إيران (40) - العراق (22) - جزيرة أيرلندا (134) - إسرائيل (88) - إيطاليا (371) - ساحل العاج (11) - جامايكا (58) - اليابان (403) - الأردن (12) - كازاخستان (79) - كينيا (72) - كيريباتي (3) - كوسوفو (9) - الكويت (9) - قيرغيزستان (16) - لاوس (4) - لاتفيا (29) - لبنان (10) - ليسوتو (3) - ليبيريا (8) - ليبيا (6) - ليختنشتاين (1) - ليتوانيا (50) - لوكسمبورغ (14) - مدغشقر (7) - مالاوي (3) - ماليزيا (26) - المالديف (5) - مالي (23) - مالطا (5) - جزر مارشال (4) - موريتانيا (2) - موريشيوس (13) - المكسيك (107) - مولدوفا (26) - موناكو (6) - منغوليا (32) - الجبل الأسود (19) - المغرب (59) - موزمبيق (7) - مينمار (2) - ناميبيا (4) - ناورو (1) - نيبال (7) - هولندا (258) - نيوزيلندا (195) - نيكاراغوا (7) - النيجر (7) - نيجيريا (88) - كوريا الشمالية (16) - مقدونيا (7) - النرويج (107) - سلطنة عمان (4) - باكستان (7) - بالاو (3) - فلسطين (8) - بنما (8) - بابوا غينيا الجديدة (7) - باراغواي (28) - بيرو (26) - الفلبين (22) - بولندا (210) - البرتغال (73) - بورتوريكو (51) - قطر (14) - فريق الرياضيين الأولمبيين اللاجئين في الألعاب الأولمبية (37) - جمهورية الكونغو (4) - رومانيا (106) - رواندا (8) - سانت كيتس ونيفيس (3) - سانت لوسيا (4) - سانت فينسنت والغرينادين (4) - ساموا (24) - سان مارينو (5) - ساو تومي وبرينسيب (3) - السعودية (9) - السنغال (11) - صربيا (112) - سيشل (3) - سيراليون (4) - سنغافورة (23) - سلوفاكيا (28) - سلوفينيا (90) - جزر سليمان (2) - الصومال (1) - جنوب إفريقيا (149) - كوريا الجنوبية (141) - جنوب السودان (14) - إسبانيا (383) - سريلانكا (6) - السودان (3) - سورينام (5) - السويد (117) - سويسرا (127) - سوريا (6) - طاجيكستان (14) - تنزانيا (7) - تايلاند (51) - توغو (5) - تونغا (4) - ترينيداد وتوباغو (18) - تونس (27) - تركيا (102) - تركمانستان (6) - توفالو (2) - أوغندا (24) - أوكرانيا (140) - الإمارات العربية المتحدة (13) - الولايات المتحدة (592) - الأوروغواي (25) - أوزبكستان (86) - فانواتو (6) - فنزويلا (33) - فيتنام (16) - جزر العذراء (5) - اليمن (4) - زامبيا (27) - زيمبابوي (7) |

## الجدول الزمني للألعاب
حدد برنامج الألعاب في تاريخ 1 أبريل 2022.
تستخدم جميع الأوقات والتواريخ توقيت فرنسا (UTC+2)
| OC | حفل الافتتاح | ● | الفعاليات | 1 | احداث الميدالية الذهبية | CC | حفل الاختتام |

| يوليو/أغسطس 2024     | يوليو/أغسطس 2024     | يوليو       | يوليو     | يوليو     | يوليو    | يوليو    | يوليو      | يوليو       | يوليو       | أغسطس     | أغسطس     | أغسطس    | أغسطس    | أغسطس      | أغسطس       | أغسطس       | أغسطس     | أغسطس     | أغسطس    | أغسطس    | الفعاليات       |
| يوليو/أغسطس 2024     | يوليو/أغسطس 2024     | 24 الأربعاء | 25 الخميس | 26 الجمعة | 27 السبت | 28 الأحد | 29 الأثنين | 30 الثلاثاء | 31 الأربعاء | 01 الخميس | 02 الجمعة | 03 السبت | 04 الأحد | 05 الأثنين | 06 الثلاثاء | 07 الأربعاء | 08 الخميس | 09 الجمعة | 10 السبت | 11 الأحد | الفعاليات       |
| -------------------- | -------------------- | ----------- | --------- | --------- | -------- | -------- | ---------- | ----------- | ----------- | --------- | --------- | -------- | -------- | ---------- | ----------- | ----------- | --------- | --------- | -------- | -------- | --------------- |
| الحفل                | الحفل                |             |           | OC        |          |          |            |             |             |           |           |          |          |            |             |             |           |           |          | CC       | —               |
| ألعاب القوى          | ألعاب القوى          |             |           |           |          |          |            |             |             | 2         | 1         | 5        | 3        | 3          | 5           | 5           | 6         | 8         | 9        | 1        | 48              |
| ألعاب مائية          | السباحة              |             |           |           | 4        | 3        | 5          | 3           | 5           | 4         | 3         | 4        | 4        |            |             |             |           |           |          |          | 35              |
| ألعاب مائية          | السباحة الفنية       |             |           |           |          |          |            |             |             |           |           |          |          | ●          | ●           | 1           |           | ●         | 1        |          | 2               |
| ألعاب مائية          | الغطس                |             |           |           | 1        |          | 1          |             | 1           |           | 1         |          |          | ●          | 1           | ●           | 1         | 1         | 1        |          | 8               |
| ألعاب مائية          | ماراثون السباحة      |             |           |           |          |          |            |             |             |           |           |          |          |            |             |             | 1         | 1         |          |          | 2               |
| ألعاب مائية          | كرة الماء            |             |           |           | ●        | ●        | ●          | ●           | ●           | ●         | ●         | ●        | ●        | ●          | ●           | ●           | ●         | ●         | 1        | 1        | 2               |
| الإبحار              | الإبحار              |             |           |           |          | ●        | ●          | ●           | ●           | 2         | 2         | ●        | ●        | ●          | 2           | 2           | 2         |           |          |          | 10              |
| الرقص البهلواني      | الرقص البهلواني      |             |           |           |          |          |            |             |             |           |           |          |          |            |             |             |           | 1         | 1        |          | 2               |
| التايكوندو           | التايكوندو           |             |           |           |          |          |            |             |             |           |           |          |          |            |             | 2           | 2         | 2         | 2        |          | 8               |
| التجديف              | التجديف              |             |           |           | ●        | ●        | ●          | ●           | 2           | 4         | 4         | 4        |          |            |             |             |           |           |          |          | 14              |
| التزلج على اللوح     | التزلج على اللوح     |             |           |           | 1        | 1        |            |             |             |           |           |          |          |            | 1           | 1           |           |           |          |          | 4               |
| التسلق               | التسلق               |             |           |           |          |          |            |             |             |           |           |          |          | ●          | ●           | 1           | 1         | 1         | 1        |          | 4               |
| الجمباز              | ] الإيقاعي           |             |           |           |          |          |            |             |             |           |           |          |          |            |             |             | ●         | 1         | 1        |          | 2               |
| الجمباز              | الترامبولين          |             |           |           |          |          |            |             |             |           | 2         |          |          |            |             |             |           |           |          |          | 2               |
| الجمباز              | الفني                |             |           |           | ●        | ●        | 1          | 1           | 1           | 1         |           | 4        | 3        | 3          |             |             |           |           |          |          | 14              |
| الجودو               | الجودو               |             |           |           | 2        | 2        | 2          | 2           | 2           | 2         | 2         | 1        |          |            |             |             |           |           |          |          | 15              |
| الغولف               | الغولف               |             |           |           |          |          |            |             |             | ●         | ●         | ●        | 1        |            |             | ●           | ●         | ●         | 1        |          | 2               |
| الخماسي الحديث       | الخماسي الحديث       |             |           |           |          |          |            |             |             |           |           |          |          |            |             |             | ●         | ●         | 1        | 1        | 2               |
| رفع الأثقال          | رفع الأثقال          |             |           |           |          |          |            |             |             |           |           |          |          |            |             | 2           | 2         | 2         | 3        | 1        | 10              |
| الركمجة              | الركمجة              |             |           |           | ●        | ●        | ●          | 2           |             |           |           |          |          |            |             |             |           |           |          |          | 2               |
| ركوب الدراجات        | السباق الجبلي        |             |           |           |          | 1        | 1          |             |             |           |           |          |          |            |             |             |           |           |          |          | 2               |
| ركوب الدراجات        | سباق الطرق           |             |           |           | 2        |          |            |             |             |           |           | 1        | 1        |            |             |             |           |           |          |          | 4               |
| ركوب الدراجات        | سباق المضمار         |             |           |           |          |          |            |             |             |           |           |          |          | 1          | 1           | 2           | 2         | 2         | 1        | 3        | 12              |
| ركوب الدراجات        | دراجة بي إم إكس      |             |           |           |          |          |            | ●           | 2           | ●         | 2         |          |          |            |             |             |           |           |          |          | 4               |
| ركوب الكنو           | سريع                 |             |           |           |          |          |            |             |             |           |           |          |          |            | ●           | ●           | 4         | 3         | 3        |          | 10              |
| ركوب الكنو           | متعرج                |             |           |           | ●        | 1        | 1          | ●           | 1           | 1         |           | ●        | ●        | 2          |             |             |           |           |          |          | 6               |
| الرماية              | الرماية              |             |           |           | 1        | 2        | 2          | 2           | 1           | 1         | 1         | 2        | 1        | 2          |             |             |           |           |          |          | 15              |
| الريشة الطائرة       | الريشة الطائرة       |             |           |           | ●        | ●        | ●          | ●           | ●           | ●         | 1         | 1        | 1        | 2          |             |             |           |           |          |          | 5               |
| سباعيات الرجبي       | سباعيات الرجبي       | ●           | ●         |           | 1        | ●        | ●          | 1           |             |           |           |          |          |            |             |             |           |           |          |          | 2               |
| السباق الثلاثي       | السباق الثلاثي       |             |           |           |          |          |            | 1           | 1           |           |           |          |          | 1          |             |             |           |           |          |          | 3               |
| الفروسية             |                      |             |           |           |          |          |            |             |             |           |           |          |          |            |             |             |           |           |          |          |                 |
| ترويض                |                      |             |           |           |          |          | ●          | ●           | 1           |           |           | 1        |          |            |             |             |           |           |          | 2        |                 |
| قفز الحواجز          |                      |             |           |           |          |          |            |             |             | ●         | 1         |          | ●        | 1          |             |             |           |           |          | 2        |                 |
| محاكمة الخيول        |                      |             |           | ●         | ●        | 2        |            |             |             |           |           |          |          |            |             |             |           |           |          | 2        |                 |
| كرة السلة            | كرة السلة            |             |           |           | ●        | ●        | ●          | ●           | ●           | ●         | ●         | ●        | ●        |            | ●           | ●           | ●         | ●         | 1        | 1        | 2               |
| كرة السلة            | 3×3 كرة السلة        |             |           |           |          |          |            | ●           | ●           | ●         | ●         | ●        | ●        | 2          |             |             |           |           |          |          | 2               |
| كرة الطاولة          | كرة الطاولة          |             |           |           | ●        | ●        | ●          | 1           | ●           | ●         | ●         | 1        | 1        | ●          | ●           | ●           | ●         | 1         | 1        |          | 5               |
| الكرة الطائرة        | الشاطئية             |             |           |           | ●        | ●        | ●          | ●           | ●           | ●         | ●         | ●        | ●        | ●          | ●           | ●           | ●         | 1         | 1        |          | 2               |
| الكرة الطائرة        | الكرة الطائرة        |             |           |           | ●        | ●        | ●          | ●           | ●           | ●         | ●         | ●        | ●        | ●          | ●           | ●           | ●         | ●         | 1        | 1        | 2               |
| كرة القدم            | كرة القدم            | ●           | ●         |           | ●        | ●        |            | ●           | ●           |           | ●         | ●        |          | ●          | ●           |             | ●         | 1         | 1        |          | 2               |
| كرة المضرب           | كرة المضرب           |             |           |           | ●        | ●        | ●          | ●           | ●           | ●         | 1         | 2        | 2        |            |             |             |           |           |          |          | 5               |
| كرة اليد             | كرة اليد             |             | ●         |           | ●        | ●        | ●          | ●           | ●           | ●         | ●         | ●        | ●        |            | ●           | ●           | ●         | ●         | 1        | 1        | 2               |
| المبارزة             | المبارزة             |             |           |           | 2        | 2        | 2          | 1           | 1           | 1         | 1         | 1        | 1        |            |             |             |           |           |          |          | 12              |
| المصارعة             | المصارعة             |             |           |           |          |          |            |             |             |           |           |          |          | ●          | 3           | 3           | 3         | 3         | 3        | 3        | 18              |
| الملاكمة             | الملاكمة             |             |           |           | ●        | ●        | ●          | ●           | ●           | ●         | ●         | ●        | ●        |            | 1           | 2           | 2         | 4         | 4        |          | 13              |
| النبالة              | النبالة              |             | ●         |           |          | 1        | 1          | ●           | ●           | ●         | 1         | 1        | 1        |            |             |             |           |           |          |          | 5               |
| هوكي الميدان         | هوكي الميدان         |             |           |           | ●        | ●        | ●          | ●           | ●           | ●         | ●         | ●        | ●        | ●          | ●           | ●           | 1         | 1         |          |          | 2               |
| الميداليات اليومية   | الميداليات اليومية   |             |           |           | 14       | 13       | 18         | 14          | 17          | 19        | 22        | 28       | 20       | 16         | 15          | 21          | 27        | 33        | 39       | 13       | 329             |
| الميداليات المتراكمة | الميداليات المتراكمة |             |           |           | 14       | 27       | 45         | 59          | 76          | 95        | 117       | 145      | 165      | 181        | 196         | 217         | 244       | 277       | 316      | 329      | 329             |
| يوليو/أغسطس 2024     | يوليو/أغسطس 2024     | 24 الأربعاء | 25 الخميس | 26 الجمعة | 27 السبت | 28 الأحد | 29 الأثنين | 30 الثلاثاء | 31 الأربعاء | 01 الخميس | 02 الجمعة | 03 السبت | 04 الأحد | 05 الأثنين | 06 الثلاثاء | 07 الأربعاء | 08 الخميس | 09 الجمعة | 10 السبت | 11 الأحد | مجموع الفعاليات |
| يوليو/أغسطس 2024     | يوليو/أغسطس 2024     | يوليو       | يوليو     | يوليو     | يوليو    | يوليو    | يوليو      | يوليو       | يوليو       | أغسطس     | أغسطس     | أغسطس    | أغسطس    | أغسطس      | أغسطس       | أغسطس       | أغسطس     | أغسطس     | أغسطس    | أغسطس    | مجموع الفعاليات |

## ترتيب الميداليات
*   البلد المضيف (فرنسا)
| المرتبة | اللجنة الأولمبية | ذهبية | فضية | برونزية | المجموع |
| ------- | ---------------- | ----- | ---- | ------- | ------- |
| 1       | الولايات المتحدة | 40    | 44   | 42      | 126     |
| 2       | الصين            | 40    | 27   | 24      | 91      |
| 3       | اليابان          | 20    | 12   | 13      | 45      |
| 4       | أستراليا         | 18    | 19   | 16      | 53      |
| 5       | فرنسا*           | 16    | 26   | 22      | 64      |
| 6       | هولندا           | 15    | 7    | 12      | 34      |
| 7       | بريطانيا العظمى  | 14    | 22   | 29      | 65      |
| 8       | كوريا الجنوبية   | 13    | 9    | 10      | 32      |
| 9       | إيطاليا          | 12    | 13   | 15      | 40      |
| 10      | ألمانيا          | 12    | 13   | 8       | 33      |
| 11–91   | الجدول كاملاً     | 129   | 138  | 194     | 461     |
| المجموع | المجموع          | 329   | 330  | 385     | 1044    |

## التسويق

### الشعار
أُعلن عن الشعار الخاص بدورة الألعاب الأولمبية والبارالمبية الصيفية لعام 2024 في 21 أكتوبر 2019 في غراند ريكس [الإنجليزية]. مستوحى من الفن الزخرفي، الشعار يُجسد ماريان، الرمز الوطني لفرنسا، حيث تتشكل شعلة في المساحة السلبية من خلال شعرها. كما أن تصميم الشعار يشبه ميدالية ذهبية. أوضح توني إستانغيت أن الشعار يرمز إلى "قوة وسحر الألعاب"، وأن الألعاب هي "للناس". كما أن استخدام شكل أنثوي هو تكريم للألعاب الأولمبية الصيفية 1900 في باريس، التي كانت أول من سمح بمشاركة المرأة. صمم الشعار المصمم الفرنسي سيلفان بوير بالتعاون مع وكالتي التصميم الفرنسيتين رويالتيز وإيكوبراندينج.
اُعتبر العديد من المجلات المتخصصة في التصميم أن شعار أولمبياد باريس 2024 هو أبرز شعار جديد تم إطلاقه في عام 2019. أظهر استطلاع رأي أجرته Opinion Way أن 83 بالمائة من الفرنسيين يقولون إنهم يحبون الشعار الجديد لألعاب باريس 2024. كانت نسب القبول عالية، حيث وجد 82 بالمائة من المشاركين في الاستطلاع أن الشعار جذاب من الناحية الجمالية، و78 بالمائة وجدوه إبداعيًا. وقد قوبل ببعض السخرية على وسائل التواصل الاجتماعي، حيث علق أحد المستخدمين بأن الشعار «سيكون مناسبًا أكثر لموقع مواعدة أو صالون تصفيف الشعر.»
لأول مرة، تشارك الألعاب البارالمبية الصيفية 2024 نفس الشعار مع الألعاب الأولمبية المقابلة لها، دون أي اختلاف، مما يعكس "الطموح" المشترك بين الحدثين.

### التميمة
في 14 نوفمبر 2022، أُعلن عن الفرجيات كتمائم لدورة الألعاب الأولمبية والبارالمبية الصيفية 2024؛ وهما عبارة عن زوج من القبعات الفريجية التي تُجسد رمزًا تاريخيًا فرنسيًا للحرية، عادة ما تُصوَّر ماريان وهي رمز للجمهورية الفرنسية، ترتدي القبعة الفريجية، بما في ذلك في لوحة أوجين ديلاكروا الشهيرة "الحرية تقود الشعب". تشترك التمائم في شعار «بمفردنا نذهب أسرع، ولكن معًا نذهب أبعد.»

### المنتجات
في أبريل 2024، أُعلن عن اللعبة الرسمية للألعاب الأولمبية بعنوان «هيا أولمبياد! باريس 2024» وأُصدرت في يونيو من قبل أنيموكا براندز [الإنجليزية] على أجهزة أندرويد، آي أو إس، مايكروسوفت ويندوز.

### الملصقات
أُعلن عن الملصق الأولمبي [الإنجليزية] لهذه الألعاب في 4 مارس 2024. صممه أوغو غاتوني، ويستخدم الملصق تصميم ثنائي الأجزاء (ديبتيك)، حيث يمثل نصف واحد الألعاب الأولمبية والنصف الآخر يمثل الألعاب البارالمبية. ولأول مرة، صُمم الملصقين الأولمبي والبارالمبي معًا، بحيث يمكن لكل منهما العمل بشكل مستقل كنصفين، أو يمكن دمجهما في ملصق واحد متكامل. استغرق العمل على الملصقات 2000 ساعة على مدى ستة أشهر.

### الرعاة
أظهر استطلاع أجرته TGM Research أن كوكاكولا هي العلامة التجارية الأكثر ارتباطًا بالألعاب الأولمبية لعام 2024 على مستوى العالم، حيثُ ذكرها 23% من الأشخاص. وجاءت نايكي في المرتبة الثانية بنسبة 16% على الرغم من أنها ليست راعيًا رسميًا للألعاب الأولمبية. أصبحت شركة المشروبات البلجيكية إيه بي إنبيف أول شريك أولمبي عالمي خلال الألعاب، بينما لن تجدد شركة السيارات اليابانية تويوتا رعايتها لبرنامج الشركاء الأولمبيين العالميين، حيثُ أفادت التقارير أن الشركة غير راضية عن كيفية استخدام اللجنة الأولمبية الدولية لأموال رعايتها.
| - إيه بي إنبيف (مشروب كورونا) - إير بي إن بي - مجموعة علي بابا - أليانز - أتوس | - بريدجستون - كوكا كولا-شركة مينغنيو للألبان - ديلويت - إنتل - أوميجا اس ايه | - باناسونيك - بروكتر وغامبل - إلكترونيات سامسونج - تويوتا - فيزا |

| - أكور - كارفور | - كهرباء فرنسا - مجموعة بي بي سي إي | - أل في أم أش - مويت هنسي لوي فيتون - أورنج | - سانوفي |

| - الخطوط الجوية الفرنسية - كيه إل إم (الخطوط الجوية الفرنسية) - آرسيلور ميتال - صندوق الضمان دي ديبو - سيسكو - سي إم ايه - سي جي أم | - دانون - ديكاتلون - ألعاب فرنسية - جي إل إيفنتس [الإنجليزية] - جروب أيه دي بي | - نقابة النقل في إيل دو فرانس - لو كوك سبورتيف - برايس ووتر هاوس كوبرز |

| - شركة أباتابل - شركة أبيدو - إير ليكيد - شركة إيرويف - شركة أكواتيك شو - شركة أرينا لملابس السباحة [الإنجليزية] - كارلسبيرغ (كرونينبورغ) - شركة كريستال - شركة دوبليت واسرمان - دي أكس سي للتكنولوجيا - مجموعة إيجيس - كهرباء فرنسا | - شركة إي أس العالمية - شركة إيفيدين - شركة فيتنس بارك - فنك دارتي [الإنجليزية] - شركة جيرفلور - شركة هايفيلد بوتس - هايب تاكسي - مجموعة إنديغو - لا بوست - شركة لوكسام - ليريكو [الإنجليزية] - موندو - شركة إم تي دي | - شركة ميرثا بولز - نستله (جاردن غورميه) - شركة ون بلان - شركة أوبتيك 2000 - راند ستاد القابضة - رابيسكان سيستمز [الإنجليزية] - الهيئة المستقلة للنقل في باريس - شركة ري-يوز - شركة آر جي إس إيفنتس - مجموعة ريغبي - سان جوبان - سيلز فورس | - شنايدر إليكتريك - شركة سيديف - شركة إس إل أكس - الشركة الوطنية للسكك الحديدية - سوديكسو - تكنوجيم - تيرايون [الإنجليزية] - ثيرمو فيشر العلمية - يونيليفر - يونيباي رومادو ويستفيلد - فينشي - شركة فيباري |

## حقوق البث
في فرنسا، تملك شركة وارنر برذرز. ديسكفري (سابقًا ديسكفري كوميونيكيشنز) حقوق البث المحلية لألعاب الأولمبياد الصيفية 2024 عبر يورو سبورت، وتم ترخيص البث المجاني للقنوات الأرضية إلى هيئة البث العامة في البلاد فرانس تيليفيزيون. منصة البث الحالية التابعة لشركة ديسكفري، ماكس، تم إطلاقها في فرنسا قبل الألعاب في 11 يونيو 2024، وكانت تخطط لبث الألعاب بدون تكلفة إضافية للمشتركين. شبكات WBD ستبث من فندق رافايل [الإنجليزية] مع استوديوهات مخصصة لقنواتها البريطانية والفرنسية والبولندية ودول اسكندنافية.
- آسيا: دنتسو (حقوق بيعها إلى محطات البث المحلية)[157]
- الشرق الأوسط وشمال إفريقيا: بي إن سبورتس العربية.[158]
- كوريا الشمالية: SBS[159]
- كوريا الجنوبية : SBS.[160]
- الصين: CCTV[161]
- اليابان: كونسورتيوم اليابان [الإنجليزية][162]
- أوروبا : ديسكفري كوميونيكيشنز ويوروسبوت (سيتم بيع حقوق جزئية لمحطات البث المحلية، باستثناء روسيا).[163]
- أرمينيا: APMTV [الإنجليزية][164]
- المانيا: ديسكفري كوميونيكيشنز / يوروسبورت و ARD/ZDF.[165]
- إسبانيا: RTVE [الإنجليزية][166]
- بلجيكا – RTBF / VRT.[167][168]
- هولندا: NOS [الإنجليزية][169]
- المملكة المتحدة : بي بي سي الأولى ويوروسبوت[170]
- البرتغال : RTP1 [الإنجليزية] وRTP2 [الإنجليزية] وTVI [الإنجليزية]
- فرنسا : فرانس تيليفيزيون[171]
- الدنمارك: DR وTV 2 [الإنجليزية][172]
- إستونيا: مجموعة بوستيميس [الإنجليزية][166]
- فنلندا: أوليسراديو[173]
- اليونان: ERT[174]
- المجر: إم تي في اي  [لغات أخرى]‏[175]
- إيطاليا: راي[176]
- كوسوفو: RTK[164]
- آيسلندا: الخدمة الإذاعية الوطنية الأيسلندية[166]
- ليتوانيا: TV3 [الإنجليزية][166]
- رومانيا: TVR [الإنجليزية][177]
- صربيا: RTS [الإنجليزية][166]
- سلوفينيا: RTV [الإنجليزية][166]
- المملكة المتحدة: بي بي سي[178]
- الولايات المتحدة: هيئة الإذاعة الوطنية NBC[179]
- كندا: اي سي اي [الفرنسية] والشبكة الرياضية [الفرنسية] (ناطقة بالفرنسية) / شبكة سي بي سي والشبكة الرياضية (ناطقة بالإنجليزية).[180][181][182]
- أمريكا اللاتينية (ماعدا البرازيل) – أمريكا موفيل[183]
- البرازيل: مجموعة جلوبو[184]
- كولومبيا: تلفزيون كاراكول[185]
- بيرو: ATV [الإنجليزية][186]

- قائمة جزر المحيط الهادئ1 – Sky Tv [الإنجليزية][187]
- نيوزيلندا: Sky Tv [الإنجليزية].[187]
- أفريقيا جنوب الصحراء – ايكونت ميديا [الإنجليزية]، إنفرونت سبورتس آند ميديا [الإنجليزية]، سوبر سبورت [الإنجليزية][188][189]
- جنوب إفريقيا: SABC، سوبر سبورت [الإنجليزية][188]

## المخاوف والانتقادات
حدثت عدة قضايا مثيرة للجدل تتعلق بالألعاب الأولمبية الصيفية 2024، بما في ذلك المخاوف البيئية والأمنية، وحقوق الإنسان، والإرهاب، والخلافات حول السماح لإسرائيل بالمشاركة وسط الحرب الفلسطينية الإسرائيلية 2023، والسماح للرياضيين الروس والبيلاروسيين بالمنافسة كرياضيين محايدين وسط الغزو الروسي لأوكرانيا.